# Retspleje
Retspleje er den praksis der udøves af dømmende myndigheder for at afgøre tvister, dels mellem borgere indbyrdes, dels mellem borgere og staten eller andre offentlige myndigheder. Praksis er lovsat jævnfør retsplejeloven.
| Jura | Spire Denne juraartikel er en spire som bør udbygges. Du er velkommen til at hjælpe Wikipedia ved at udvide den. |